# Corymbia xanthope
Corymbia xanthope ist eine Pflanzenart innerhalb der Familie der Myrtengewächse (Myrtaceae). Sie kommt nur an der Ostküste Queenslands, um Marlborough, vor und wird dort „Glen Geddes Bloodwood“ genannt.

## Beschreibung

### Erscheinungsbild und Blatt
Corymbia xanthope wächst als Baum, der Wuchshöhen bis 20 Meter erreicht. Die Borke verbleibt an den kleineren Zweigen, ist schachbrettartig und matt grau bis blassbraun. An den oberen Teilen des Baumes ist sie cremeweiß bis grau und schält sich in kleinen, vieleckigen Flicken. Im Mark und in der Borke sind Öldrüsen vorhanden.
Bei Corymbia xanthope liegt Heterophyllie vor. Die Laubblätter sind immer in Blattstiel und -spreite gegliedert. Die Blattspreite an jungen Exemplaren ist lanzettlich bis eiförmig und besitzt steife Drüsenhaare. An mittelalten Exemplaren ist die Blattspreite bei einer Länge von etwa 9 cm und einer Breite von etwa 0,8 cm lanzettlich bis elliptisch, gerade, ganzrandig und matt grün. Der Blattstiel an erwachsenen Exemplaren ist bei einer Länge von 10 bis 20 mm schmal abgeflacht oder kanalförmig. Die Blattspreite an erwachsenen Exemplaren ist bei einer Länge von 10 bis 15 cm und einer Breite von 1,3 bis 2,5 cm schmal-lanzettlich bis lanzettlich, relativ dünn, gebogen, mit sich verjüngender Spreitenbasis und bespitztem oberen Ende. Ihre Blattober- und -unterseite ist unterschiedlich matt grün. Die erhabenen Seitennerven gehen in geringen Abständen in einem stumpfen Winkel vom Mittelnerv ab. Auf jeder Blatthälfte gibt es einen ausgeprägten, durchgängigen, sogenannten Intramarginalnerv; er verläuft in geringem Abstand am Blattrand entlang. Die Keimblätter (Kotyledonen) sind fast kreisförmig.

### Blütenstand und Blüte
Endständig auf einem bei einer Länge von 8 bis 15 mm im Querschnitt stielrunden Blütenstandsschaft steht ein zusammengesetzter Blütenstand, der aus doldigen Teilblütenständen mit jeweils etwa sieben Blüten besteht. Der Blütenstiel ist bei einer Länge von 2 bis 8 mm im Querschnitt stielrund.
Die nicht blau-grün bemehlt oder bereifte Blütenknospe ist bei einer Länge von 7 bis 8 mm und einem Durchmesser von 5 bis 6 mm birnen- oder spindelförmig. Die Kelchblätter bilden eine Calyptra, die bis zur Blüte (Anthese) erhalten bleibt. Die glatte Calyptra ist kniescheibenförmig, etwa halb so lang wie der glatte Blütenbecher (Hypanthium) und schmaler als dieser. Die Blüten sind weiß, cremefarben oder gelb.

### Frucht und Samen
Die gestielte Frucht ist bei einer Länge von 15 bis 20 mm und einem Durchmesser von 12 bis 15 mm urnenförmig und vierfächerig. Der Diskus ist eingedrückt, die Fruchtfächer sind eingeschlossen.
Der regelmäßige und seitlich abgeflachte, kahn- oder eiförmige Samen besitzt eine netzartige, matte bis seidenmatte, rotbraune Samenschale. Das Hilum befindet sich am oberen Ende des Samens.

## Vorkommen
Das natürliche Verbreitungsgebiet von Corymbia xanthope ist ein kleines Gebiet um Marlborough an der Ostküste von Queensland.

## Taxonomie
Die Erstveröffentlichung erfolgte 1989 durch Anthony Bean und Ian Brooker unter dem Namen (Basionym) Eucalyptus xanthope A.R.Bean & Brooker und dem Titel Two New Species of Eucalyptus (Myrtaceae)from Central Queensland in Austrobaileya, Volume 3 (1), S. 39, Karte 1. Das Typusmaterial weist die Beschriftung Queensland. PORT CURTIS DISTRICT: Bruce Highway, 0.5 km south of Glen Geddes siding, 23° 02″ S, 150° 16″ E, 14 February 1988, A.R.Bean 753 (holo: BRI). auf. Die Neukombination zu Corymbia xanthope (A.R.Bean & Brooker) K.D.Hill & L.A.S.Johnson erfolgte 1995 unter dem Titel Systematic studies in the eucalypts. 7. A revision of the bloodwoods, genus Corymbia (Myrtaceae) in Telopea, Volume 6 (2–3), S. 277.